# イブレアム
イブレアム(Ibleam)は旧約聖書に登場する、イズレエル平原の南にあったカナン人の要塞の町である。シェケムの北、メギドの南東約16kmにあるテル・ベル・アメであると言われる。
イッサカル族とアシェル族の町として割り当てられたが、マナセ族に与えられた、しかし、マナセ族はベテ・シェアンからメギドに及ぶ防衛線の一環を構成するこの町を占領できなかった。
南ユダ王国の王アハズヤは、この町の近くのグルの坂道で、北イスラエル王国のエフー軍の兵士に傷つけられて、メギドに逃げ込んだが、そこで死亡した。